# فيليب براشاو
فيليب براشاو (بالإنجليزية: Philippe Bradshaw)‏ هو فنان بريطاني، ولد في 26 ديسمبر 1965، وتوفي في 25 أغسطس 2005 في باريس في فرنسا.